# Комар Микола Степанович
Микола Степанович Комар (нар. 18 грудня 1945, с. Галицинівка, Донецька область) — член Партії регіонів (з 1998); ВР України, член фракції Партії регіонів (з 11.2007), член Комітету з питань Регламенту, депутатської етики та забезпечення діяльності Верховної Ради України (з 12.2007), голова підкомітету з питань законодавства про статус народного депутата України (з 01.2008); член Політради Партії регіонів.

## Життєпис
Народився 18 грудня 1945 року (село Галицинівка, Мар'їнський район, Донецька область); українець; дружина Раїса Петрівна (1945) — пенсіонерка; 
Діти: 
син Андрій; 
дочка Тетяна.
Освіта
Луганський сільськогосподарський інститут (1974), інженер-механік, «Механізація сільського господарства»; Вища партійна школа при ЦК КПУ (1982).

## Політична діяльність
Народний депутат України 6-го скликання 11.2007-12.2012 від Партії регіонів, № 137 в списку. На час виборів: народний депутат України, член ПР.
Народний депутат України 5-го скликання 04.2006-11.2007 від Партії регіонів, № 115 в списку. На час виборів: народний депутат України, член ПР. Заступник голови Комітету з питань Регламенту, депутатської етики та забезпечення діяльності Верховної Ради України (з 07.2006), член фракції Партії регіонів (з 05.2006).
Народний депутат України 4-го скликання 04.2002-04.2006, виб. окр. № 51, Донец. обл., висунутий Виборчім блоком політичних партій «За єдину Україну!». За 31.65 %, 15 суперників. На час виборів: голова Костянтинівської райдержадміністрації, член Партії регіонів. член фракції «Єдина Україна» (05.-06.2002), член фракції «Регіони України» (06.2002-09.2005), член фракції Партії «Регіони України» (з 09.2005), голова підкомітету з питань забезпечення діяльності депутатів Комітету з питань Регламенту, депутатської етики та організації роботи ВР України (з 06.2002).
- 1963—1964 — водій станції садівництва Міністерства сільського господарства УРСР, м. Артемівськ Донецької області.
- 1964—1967 — служба в армії.
- 1967—1970 — завідувач майстерні станції садівництва Мін-ва с. г. УРСР, м. Артемівськ.
- 1970—1971 — головний інженер колгоспу ім. Калініна Артемівського району.
- 1971—1977 — заступник керівника Артемівського районного об'єднання «Сільгосптехніка».
- 1977—1980 — заступник голови виконавчого комітета Артемівської районної ради народних депутатів.
- 1980—1982 — слухач, ВПШ при ЦК КПУ.
- 1981—1988 — голова виконкому, Красноармійська райрада нар. деп.
- 04.1988-1991 — 1-й секретар, Костянтинівський РК КПУ.
- 1990-92 — голова, Костянтинівська райрада нар. деп.
- 04.1992-03.1995 — Представник Президента України в Костянтинівському районі Донецької області.
- 08.1995-04.2002 — голова, Костянтинівська райдержадміністрація.
- 1994—2001 — голова, Костянтинівська райрада Донецької області.

Довірена особа кандидата на пост Президента України В.Януковича в ТВО № 51 (2004—2005).
Відмінник освіти України. Медаль «ХХ лет Победы в Великой Отечественной войне 1941—1945 гг.» Орден «За заслуги» III, II ступенів (08.2011).

## Ресурси інтернет
- «Хто є хто в Україні», видавництво «К. І.С»